# ビンドゥンドゥンとシュエロンロン
- ビンドゥンドゥンとシュエ・ロンロン

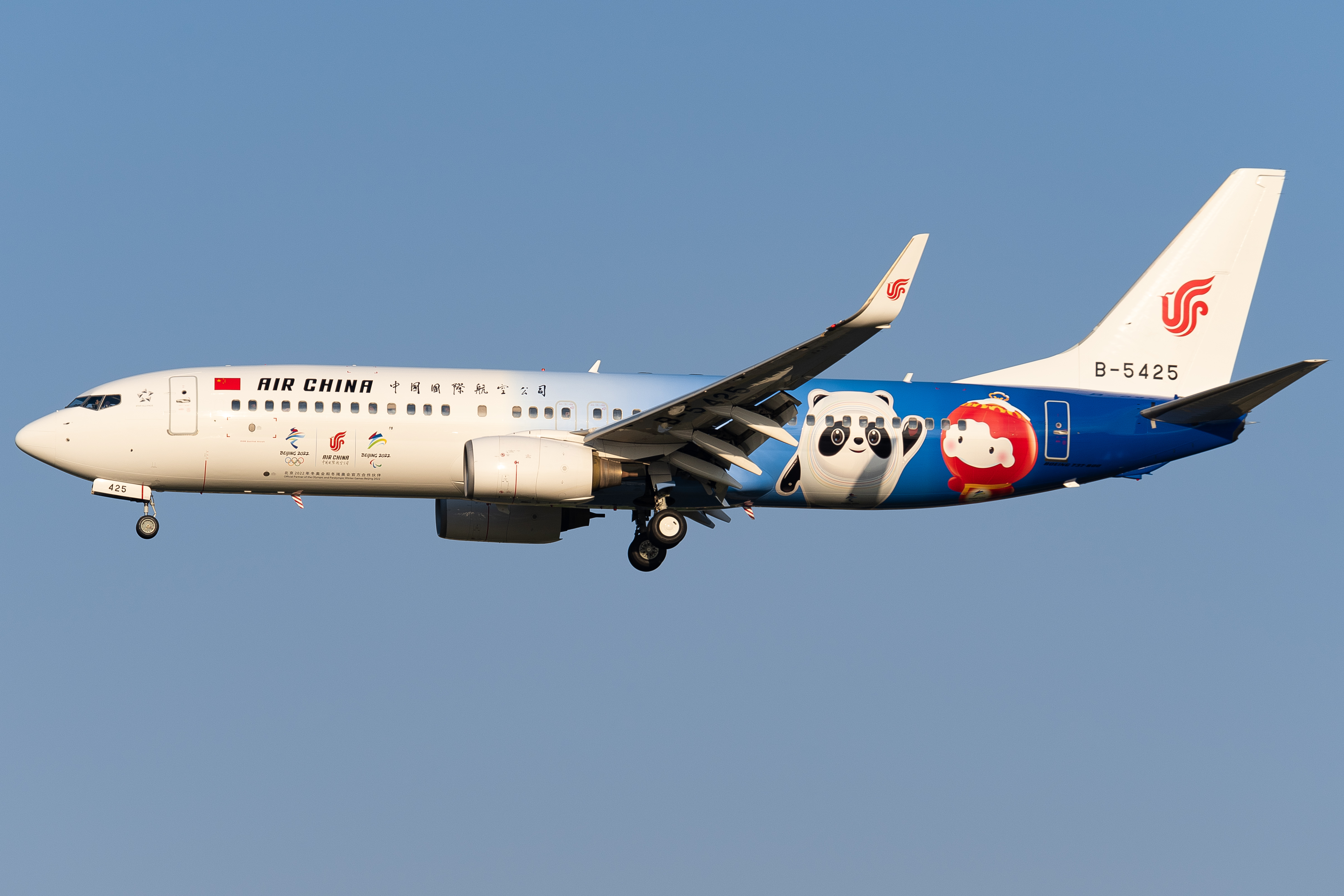
中国国際航空の北京冬季五輪特別塗装機

ビンドゥンドゥン（中国語: 冰墩墩、英語: Bing Dwen Dwen、拼音: Bīng Dūn Dūn）とシュエロンロン（中国語: 雪容融、英語: Shuey Rhon Rhon、拼音: Xuě Róng Róng）は、2022年冬季北京オリンピックおよびパラリンピックのマスコットキャラクター。2019年9月17日に公式発表された。

## デザイン
「ビンドゥンドゥン」は、広州芸術学院視覚芸術設計学院の教授である曹雪により製作された。中国の国獣ジャイアントパンダをモチーフに、パンダと氷の結晶を融合させ、同時にウィンタースポーツと中国の科学技術を体現している。頭部の形状（顔の部分）は、ウィンタースポーツで用いされるゴーグルを表現し、虹色の帯はスピードスケート競技場の国家速滑館のイルミネーションを表現している。左手の赤いハートマークは、主催国の中国が世界各国からの来訪者に「熱烈に歓迎する」意思を示している。
「シュエロンロン」は、姜宇帆によって手がけられた。モチーフはランタン（提灯）であり、朱色を基調としている。頭の尖塔は、鳩と北京の天壇をイメージしており、「平和」と北京の特色をアピールしている。顔の雪は、中国のことわざ「瑞雪兆豊年」（冬に降る雪で実りある年となる）を表現している。

### 名称の由来について
ビンドゥンドゥン（冰墩墩）は、「ビン（氷）」で純潔と強さを意味し、冬季五輪の特徴を表現している。「ドゥンドゥン（墩墩）」は、中国語で誠実さ、重厚さ、可愛さを意味する。「ドゥンドゥン」としたパンダのイメージと、人々を鼓舞させるオリンピアンの強靭な肉体と精神を、掛け合わせている。
シュエロンロン（雪容融）は、「シュエ（雪）」で、潔白で美しさのあるウィンタースポーツを譬喩している。「ロン（容）」は、包容、寛容そして相互交流を、「ロン（融）」は、融合、暖かさ、相互理解を意味する。この「ロンロン（容融）」で、世界各地との交流促進、および調和と発展を表現する。パラリンピックを通じて世界を包容し、「人類運命共同体」のより良い未来を構築することを示している。

## 話題
2022年2月のオリンピック開幕直前、日本テレビのアナウンサーである辻岡義堂が、出演する情報番組『スッキリ』で北京のIBC特設スタジオから生中継でビンドゥンドゥンを紹介した。オリンピックの取材のため訪中した辻岡は、IBC内の公式グッズショップで6個のビンドゥンドゥンのピンバッジを購入し、これを番組に送付したことを紹介した。また、辻岡の名前を取って「ギドゥンドゥン」（義墩墩）と自ら名乗って出演したことで中国大陸でもそう呼ばれるようになった。この結果、ビンドゥンドゥンの中国国内での人気が急上昇して公式グッズが相次ぎ品薄となった事で辻岡は中国大陸でも一躍「時の人」となり、中国中央テレビなどのメディアから取材を受けることとなった。